# Віллем ван Ренсбург
Віллем Корнеліус Янсе ван Ренсбург (*афр. Willem Cornelis Janse van Rensburg; 16 травня 1818 — 13 серпня 1865) — президент Виконавчої ради Південно-Африканської республіки (Трансвааль) в 1862—1864 роках, 3-й президент Південно-африканської республіки в 1863—1864 роках.

## Життєпис
Походив з впливового роду голландських поселенців ван Ренсбергів. Син Хендріка Янсена ван Ренсбурга та його другої дружини Марти Магдалини Остгайзен. Народився 1818 року на фермі поблизу містечка Бофорт-Вест (північний захід Капської колонії). У 1835 року приєднався до Великого треку. 1838 року оженився. Згодом сформував власну партію прихильників, що оселилися разом на пагорбі, який отримав назву Ренсбурзький спис. Тут відбив потужний напад зулусів. 1848 року він перебрався до Трансваалю, де оселився на фермі в районі Рустенбурга.
1850 року стає членом фольксрааду, де перебував до червня 1855 року. В цей час підтримав генерал-команданта Стефануса Схумана у його протистоянні з президентом Мариніусом Преторіусом. 1855 року Схуман призначив ван Ренсбурга командантом Преторії. Згодом Янсе ван Ренсбург представляв Схумана на перемовинах з фракцією Преторіуса. У 1858 році, коли Схуман захворів, виконуючим обов'язки генерал-команданта був призначений ван Ренсбург.
Продовжував відігравати важливу роль в об'єднанні колишньої Лиденбурзької республіки із Трансваалем, а також підтримував Преторіуса в намаганні об'єднати Трансвааль та Помаранчеву вільну державу в єдину Південно-Африканську республіку.
У лютому 1860 року, під час відсутності Преторіуса, фольксраад запропонував ван Ренсбургу посаду президента, але той відмовився. Невдовзі її очолив Схуман, але 1862 року того було відсторонено. Невдовзі ван Ренсбург очолив Виконавчу раду, а в квітні 1863 року стає президентом республіки. Втім відмовився скласти присягу і довелося провести повторні вибори. Під час цих виборів Віллем ван Ренсбург набрав 1106 голосів, а Преторіус 1065; Янсе ван Ренсбург прийняв його обрання цього разу, і він склав свою присягу 23 жовтня 1863 року.
Прихильники Преторіуса не підтримали результати виборів, що спричинило Громадянську війну в Трансваалі. Коли в січні 1864 року бої припинилися, відбулися чергові президентські вибори і Преторіуса було обрано президентом. За цим ван Ренсбург повернувся до своєї ферми поблизу Рустенбурга, де він помер 1865 року.

## Родина
Дружина — Елізабет Марія Якоба дю Плессі